# TSG 1899 Hoffenheim (vrouwenvoetbal)
TSG 1899 Hoffenheim is een vrouwenvoetbalclub uit Duitsland, die sinds seizoen 2013/14 uitkomt in de Bundesliga. De club speelt sinds 2007 in Hoffenheim, gemeente Sinsheim in het Dietmar-Hopp-Stadion. Tot dan toe was dit stadion in gebruik bij het eerste mannenelftal van TSG 1899 Hoffenheim.
De clubkleuren zijn blauw-wit.